# Курчозёра
Курчозёра — пресноводное озеро на территории Оштинского сельского поселения Вытегорского района Вологодской области.

## Физико-географическая характеристика
Площадь озера — 0,6 км². Располагается на высоте 181,2 метров над уровнем моря.
Водоём представляет собой два плёса, соединённые между собой короткой протокой. Берега каменисто-песчаные, местами заболоченные.
Из южного плёса Курчозёр вытекает безымянный водоток, впадающий с правого берега в Педажреку, являющуюся притоком реки Мегры, впадающей, в свою очередь, в Онежское озеро.
В озёрах расположено не менее трёх небольших безымянных островов.
К западу от озёр проходит просёлочная дорога.
Населённые пункты вблизи водоёма отсутствуют.
Код объекта в государственном водном реестре — 01040100611102000020094.